# Італійська Серія A 1934–1935
Сезон 1934/1935 Серії A — футбольне змагання у найвищому дивізіоні чемпіонату Італії, 6-й турнір з моменту започаткування Серії A. Участь у змаганні брали 16 команд, 2 гірших з яких за результатами сезону полишили елітний дивізіон.
Переможцем сезону став клуб «Ювентус», для якого ця перемога у чемпіонаті стала 7-ю в історії та п'ятою поспіль.
| Чемпіон Італії 1934/35 |
| ---------------------- |
| «Ювентус» 7-й титул    |

## Команди-учасниці

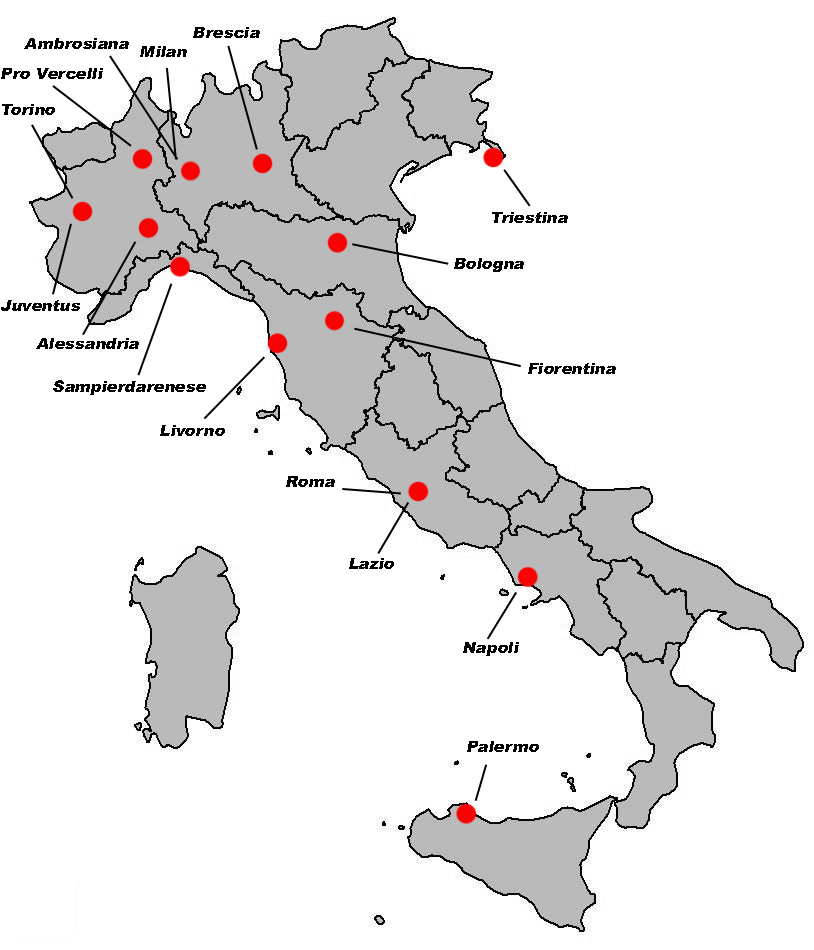
Місцезнаходження команд Серії A сезону 1934-35

Участь у турнірі брали 16 команд:

## Підсумкова турнірна таблиця
|                                          |     | Турнірна таблиця 1934-1935 | О  | І  | В  | Н  | П  | М+ | М- |
| ---------------------------------------- | --- | -------------------------- | -- | -- | -- | -- | -- | -- | -- |
| Чемпіон Італії · Вийшов до Кубка Мітропи | 1.  | «Ювентус»                  | 44 | 30 | 18 | 8  | 4  | 45 | 22 |
| Вийшов до Кубка Мітропи                  | 2.  | «Амброзіана-Інтер»         | 42 | 30 | 15 | 12 | 3  | 58 | 24 |
| Вийшов до Кубка Мітропи                  | 3.  | «Фіорентина»               | 39 | 30 | 15 | 9  | 6  | 39 | 23 |
| Вийшов до Кубка Мітропи                  | 4.  | «Рома»                     | 35 | 30 | 14 | 7  | 9  | 63 | 38 |
|                                          | 5.  | «Лаціо»                    | 32 | 30 | 13 | 6  | 11 | 55 | 46 |
|                                          | 6.  | «Болонья»                  | 30 | 30 | 11 | 8  | 11 | 46 | 34 |
|                                          | 7.  | «Наполі»                   | 29 | 30 | 10 | 9  | 11 | 39 | 38 |
|                                          | 8.  | «Алессандрія»              | 29 | 30 | 12 | 5  | 13 | 44 | 48 |
|                                          | 9.  | «Палермо»                  | 29 | 30 | 9  | 11 | 10 | 27 | 34 |
|                                          | 10. | «Мілан»                    | 27 | 30 | 8  | 11 | 11 | 36 | 38 |
|                                          | 11. | «Трієстина»                | 27 | 30 | 11 | 5  | 14 | 33 | 44 |
|                                          | 12. | «Брешія»                   | 27 | 30 | 10 | 7  | 13 | 29 | 45 |
|                                          | 13. | «Самп'єрдаренезе»          | 26 | 30 | 9  | 8  | 13 | 29 | 42 |
|                                          | 14. | «Торіно»                   | 25 | 30 | 8  | 9  | 13 | 37 | 45 |
| Вибув до Серії B                         | 15. | «Ліворно»                  | 24 | 30 | 8  | 8  | 14 | 28 | 54 |
| Вибув до Серії B                         | 16. | «Про Верчеллі»             | 15 | 30 | 5  | 5  | 20 | 21 | 54 |

## Бомбардири
Найкращим бомбардиром сезону 1934/1935 Серії A став гравець клубу «Рома» Енріке Гвайта, який відзначився 29 забитими голами.
|     | Гравець            | Команда            | Голів | (пенальті) |
| --- | ------------------ | ------------------ | ----- | ---------- |
| 1°  | Енріке Гвайта      | «Рома»             | 29    | 3          |
| 2°  | Сільвіо Піола      | «Лаціо»            | 21    | -          |
| 3°  | Джузеппе Меацца    | «Амброзіана-Інтер» | 18    | -          |
| 4°  | Ренато Каттанео    | «Алессандрія»      | 16    | 4          |
| 5°  | Феліче Борель      | «Ювентус»          | 14    | 1          |
| 6°  | Анджело Ск'явіо    | «Болонья»          | 12    | -          |
| 7°  | Джованні Бузоні    | «Ліворно»          | 11    | -          |
|     | Нерео Рокко        | «Трієстіна»        | 11    | 2          |
|     | Алехандро Скопеллі | «Рома»             | 11    | -          |
| 10° | П'єтро Аркарі      | «Мілан»            | 10    | 3          |
|     | Керубіно Коміні    | «Самп'єрдаренезе»  | 10    | 2          |
|     | Аттіліо Демарія    | «Амброзіана-Інтер» | 10    | -          |
|     | Джермано Міан      | «Трієстіна»        | 10    | -          |
|     | Джованні Моретті   | «Мілан»            | 10    | -          |
|     | Вінічіо Віані      | «Фіорентіна»       | 10    | -          |
|     | Антоніо Вояк       | «Наполі»           | 10    | 4          |

Антоніо Вояк забив сотий м'яч у матчах Серії «А».

## Чемпіони
Склад переможців турніру:

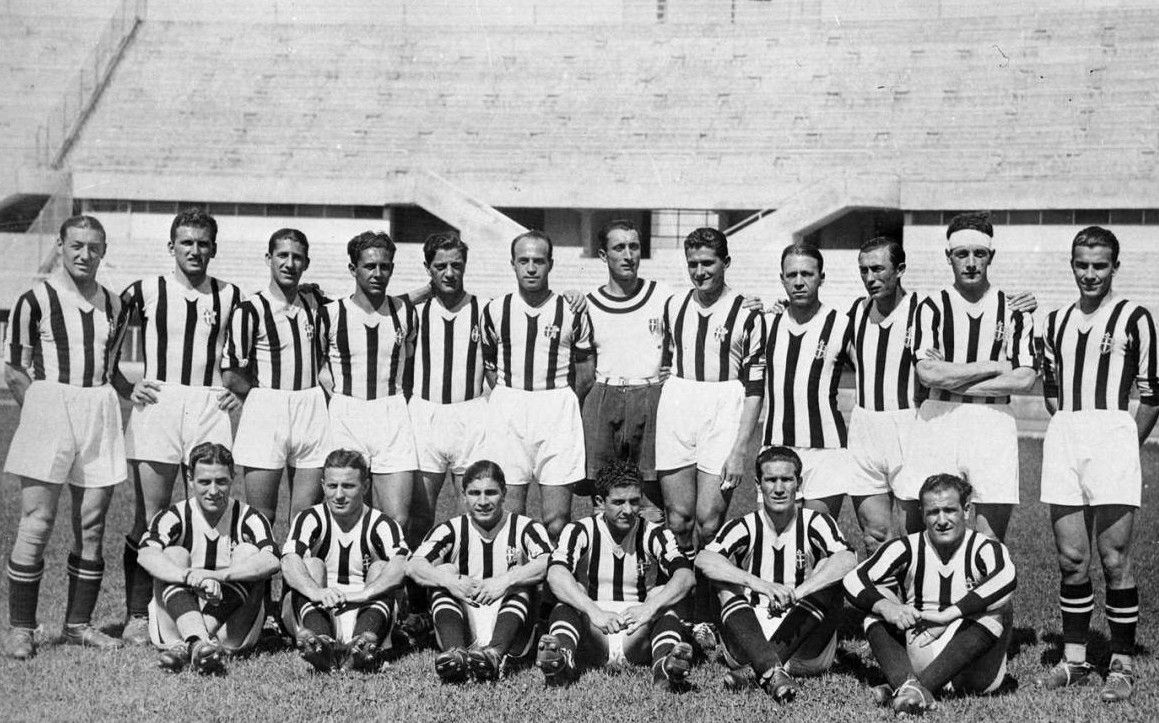
Чемпіонський склад «Ювентуса»

| Воротар: Чезаре Валінассо (30). Захисники: Умберто Калігаріс (11), Альфредо Фоні (27), Вірджиніо Розетта (22). Півзахисники: Луїджі Бертоліні (26, 2 голи), Луїс Монті (20, 2), Маріо Варльєн (28), Теобальдо Депетріні (14, 1), Армандо Дієна (9, 1), Альберто Тіберті (2), Ліно Касон (1). Нападники: Феліче Борель (29, 14), Джованні Феррарі (26, 7), Ренато Чезаріні (25, 5), Раймундо Орсі (21, 4), Джованні Варльєн (16, 5), П'єтро Серантоні (15, 5), Гульєльмо Габетто (6). Тренери: Карло Каркано (1—8 тури), Карло Бігатто і Бенедетто Гола (9—30 тури). |